# Industriens Pension
Industriens Pension er et dansk pensionsselskab, som blev stiftet den 1. december 1992, der har ca. 400.000 medlemmer og ca. 8.000 virksomheder. I 2009 blev pensionsselskaberne Pensionskassen for Håndværk og Industri (PHI) og Pensionskassen for Nærings- og Nydelsesmiddelområdet (PNN) en del af selskabet. Pensionsordningen er en del af industriens og fødevareindustriens arbejdsmarkedspensionsordninger.
Industriens Pension er ejet af fagforbundene i CO-industri og DI - Dansk Industri.
Laila Mortensen har været administrerende direktør siden 2009, og Mads Bo Keis Andersen har været bestyrelseformand siden 2011.

## Pensionsordningen
Pensionsordningen består for de fleste medlemmer af to elementer. Et opsparingselement og et forsikringselement.
Medlemmerne har tre forskellige former for pensionsopsparing: 
- Aldersopsparing - en sum penge, der udbetales på en gang.
- Ratepension - en månedlig udbetaling hver måned i typisk ti år.
- Livslang pension - en månedlig udbetaling hele livet.

Medlemmer, som endnu ikke har nået deres folkepensionsalder, har forsikringer ved:  
- Tab af erhvervsevne
- Dødsfaldsdækning
- Kritisk Sygdom

Udover pensionsordningen tilbyder Industriens Pension en sundhedsordning til arbejdsgivere. 

## Profil
Industriens Pension er et af de største overenskomstbaserede arbejdsmarkedspensionsselskaber i Danmark. Investeringsaktiverne udgjorde 180 mia. kr. efter første halvår 2019.
Set over de seneste 10 år (2009-2018) har det gennemsnitlige afkast efter omkostninger udgjort 8,9 % p.a., og administrationsomkostninger pr. medlem udgør 264,00 kr. p.a. (2019).
Nettoeksponeringen af investeringsaktiverne udgjorde 165 mia. kr. ultimo 2018.

## Kritik
Industriens Pension er flere gange blevet kritiseret for deres etisk tvivlsomme investeringer i bl.a. atomvåben, udemokratisk regimer, tjæresand og tobaksvirksomheder. Denne kritik har medført at pensionsselskabet har stoppet deres investeringer i bl.a. kul og klyngebomber.